# Sulechów (gemeente)
De gemeente Sulechów is een stad- en landgemeente in het Poolse Woiwodschap Lubusz, in district Zielona Góra. De zetel van de gemeente is in Sulechów.
Op 30 juni 2019 telde de gemeente 26 588 inwoners.

## Oppervlakte gegevens
In 2019 bedroeg de totale oppervlakte van gemeente Sulechów 236,66 km², waarvan:
- agrarisch gebied: 49%
- bossen: 39%

De gemeente beslaat 15,02% van de totale oppervlakte van de powiat.

## Demografie
Stand op 30 juni 2019:
| Omschrijving                   | Totaal | Totaal | Vrouwen | Vrouwen | Mannen | Mannen |
| ------------------------------ | ------ | ------ | ------- | ------- | ------ | ------ |
| eenheid                        | aantal | %      | aantal  | %       | aantal | %      |
| inwoners                       | 26 588 | 100    | 13 555  | 51,5    | 13 033 | 48,5   |
| bevolkingsdichtheid (inw./km²) | 112    | 112    | 57      | 57      | 54     | 54     |

In 2002 bedroeg het gemiddelde inkomen per inwoner 1422,92 zł.

## Administratieve plaatsen (sołectwo)
Brody, Brzezie k. Sulechowa, Buków, Cigacice, Głogusz, Górki Małe, Górzykowo, Kalsk, Karczyn, Kije, Klępsk, Krężoły, Kruszyna, Leśna Góra, Łęgowo, Mozów, Nowy Świat, Obłotne, Okunin, Pomorsko.

## Overige plaatsen
Boryń, Brzezie k. Pomorska, Glinianki, Kwiatkowo, Laskowo, Łochowo, Nowy Klępsk, Przygubiel, Radlin, Szabliska, Zagórzyn.

## Aangrenzende gemeenten
Babimost, Czerwieńsk, Kargowa, Skąpe, Szczaniec, Świebodzin, Trzebiechów, Zielona Góra